# Sojka chocholkatá
Sojka chocholkatá (Cyanocorax chrysops), starším českým názvem sojka kápovitá, je pták z rodu Cyanocorax.

## Rozšíření
Jde o druh žijící v subtropických vnitrozemských oblastech Brazílie, Argentiny, Uruguaye, Paraguaye a Bolívie.

## Popis
Dosahuje délky asi 35 cm a váhy okolo 150 gramů. V jejím zbarvení se neprojevuje pohlavní dimorfismus. Horní část těla je u samců i samic zbarvena černě, modře a tyrkysově, břicho a spodní strana ocasu jsou smetanově bílé. Na hlavě má sojka chocholku z jemného peří. Nohy a zobák jsou černé a duhovka jasně žlutá.

## Prostředí
Obývá lesy a křoviny do nadmořské výšky až 2800 m, hnízdí na stromech. Žije také na území mokřadu Pantanal.

## Potrava
Je všežravá, živí se ovocem, semeny rostlin, hmyzem nebo ještěrkami, často vybírá vejce a mláďata z hnízd jiných ptáků.

## Sociální chování
Při hledání potravy i při hnízdění vytváří skupinky o deseti až dvaceti jedincích. Je poměrně hojná.

## Schopnosti
Dá se snadno ochočit a pro svoji učenlivost bývá občas chována v zajetí.

## Poddruhy
- C. chrysops diesingii
- C. chrysops insperatus
- C. chrysops chrysops
- C. chrysops tucumanus